# 自動車死亡事故
自動車死亡事故（じどうしゃしぼうじこ）は自動車によって引き起こされる交通死亡事故である。
その原因のほとんどはドライバーの意識集中低下によるものとされ、居眠り運転、漫然運転、飲酒運転、携帯・スマートフォン等を使用しながらの運転といった原因のパターンがある。

## 主なパターン
- 歩行者が自動車に轢かれ死亡するパターン（轢死）
- 自動車同士あるいは自動車とその他の車両（バイク・自転車・列車等）とが衝突（正面衝突・追突）し、その衝撃・影響で当該車両に乗っている人が死亡するパターン
- 自動車が障害物と衝突し、その衝撃・影響で乗っている人が死亡するパターン
- 自動車が崖や橋などの高所から転落して乗っている人が死亡するパターン

## 日本

### 統計
日本の平成20年の交通死亡事故件数は5025件で、車両相互の事故が45%（2309件）、車両単独が20%（985件）、人対車両の事故が34%（1692件）、その他1%だった。

### 法律
- 自動車の運転により人を死傷させる行為等の処罰に関する法律
  - 危険運転致死傷罪
  - 過失運転致死傷罪

## アメリカ
- ミシガン州車両法
  - 無謀運転致死罪 - 無謀な運転によって他人を死亡させた場合（15年以下の自由刑若しくは2500ドル以上１万ドル以下の罰金又はその併科）[2]。
  - 交通法規違反致死罪 - 自動車運転中に罰金刑以上の交通法規違反により人を死亡させた場合（1年以下の自由刑若しくは2000ドル以下の罰金又はその併科）[2]。

## イギリス
- 道路交通法
  - 危険運転致死罪 - 道路又はその他の公共の場所で自動車等の危険運転で他人を死亡させた場合（14年以下の拘禁刑）[2]。
  - 不注意・身勝手運転致死罪 - 道路又はその他の公共の場所で相当な注意力を欠いたような状態で自動車等を運転し他人を死亡させた場合（5年以下の拘禁刑若しくは罰金又はその併科）[2]。

## フランス
- 刑法（自動車等運転過失致死罪）
  - 安全義務・注意義務違反で他人を死亡させた場合（5年以下の拘禁刑及び7万5000ユーロ以下の罰金）[2]。
  - 安全義務・注意義務を明らかに意図的に怠って発生した場合（7年以下の拘禁刑及び10万ユーロ以下の罰金）[2]。
  - 2以上の安全義務・注意義務違反に該当する場合（10年以下の拘禁刑及び15万ユーロ以下の罰金）[2]。